# مساحة السطح

كرة نصف قطرها r مساحتها

مساحة سطح مجسم هي قياس للمساحة الكلية التي يشغلها سطح الجسم. إن التعريف الرياضي لمساحة السطح في الأسطح المنحنية أكثر شمولية من تعريف طول القوس للمنحنيات أحادية البعد، أو مساحة السطح لعديد السطوح (أي الأجسام ذات الوجوه المسطحة المضلعة)، والتي تكون مساحة السطح لها هو مجموع مساحات وجوهها. يتم تخصيص مساحة الأسطح الملساء، مثل الكرة، باستخدام تمثيلها كأسطح حدودية. يعتمد هذا التعريف على طرق حساب التفاضل والتكامل متناهي الصغر ويتضمن مشتقات جزئية وتكامل مزدوج.
سعى هنري لوبيغ وهيرمان مينكوفسكي إلى تعريف عام لمساحة السطح في مطلع القرن العشرين. أدى عملهم إلى تطوير نظرية القياس الهندسي، والتي تدرس المفاهيم المختلفة لمساحة السطح للأجسام غير المنتظمة من أي بعد. مثال مهم على ذلك هو محتوى مينكوسكي للسطح.

## تعريف
في حين أن مناطق العديد من الأسطح البسيطة معروفة منذ العصور القديمة، إلا أن التعريف الرياضي الدقيق للمساحة تتطلب قدرًا كبيرًا من العناية. وهذا يكون بالدالة
{\displaystyle S\mapsto A(S)}
التي تحدد عددًا حقيقيًا موجبًا لفئة معينة من الأسطح التي تفي بمتطلبات طبيعية عديدة. الخاصية الأساسية لمساحة السطح هي إضافتها: مساحة الكل هي مجموع مساحات الأجزاء. بشكل أكثر صرامة، إذا كان السطح S عبارة عن اتحاد لعدد محدود من القطع S1،... ،Sr التي لا تتداخل إلا عند حدودها، إذن
{\displaystyle A(S)=A(S_{1})+\cdots +A(S_{r}).}
يجب أن تتوافق المساحات السطحية ذات الأشكال المضلعة المسطحة مع مساحتها المحددة هندسيًا. نظرًا لأن مساحة السطح هي فكرة هندسية، يجب أن تكون مناطق الأسطح المتطابقة هي نفسها ويجب أن تعتمد المنطقة فقط على شكل السطح، ولكن ليس على موضعه واتجاهه في الفضاء. هذا يعني أن مساحة السطح ثابتة تحت مجموعة الحركات الإقليدية. تميز هذه الخصائص بشكل فريد مساحة السطح لفئة واسعة من الأسطح الهندسية تسمى السلاسة متعددة الطبقات. تتكون هذه الأسطح من عدد محدود من القطع التي يمكن تمثيلها في شكل حدودي
{\displaystyle S_{D}:{\vec {r}}={\vec {r}}(u,v),\quad (u,v)\in D}
تحدد مساحة قطعة بواسطة الصيغة أدناه، باستخدام دالة قابلة للاشتقاق {\displaystyle {\vec {r}}.}
{\displaystyle A(S_{D})=\iint _{D}\left|{\vec {r}}_{u}\times {\vec {r}}_{v}\right|\,du\,dv.}
وبالتالي نحصل على مساحة S D من خلال دمج طول المتجه الطبيعي {\displaystyle {\vec {r}}_{u}\times {\vec {r}}_{v}} إلى السطح فوق المنطقة المناسبة D في مستوى الأشعة فوق البنفسجية البارامترية. ثم نحصل على مساحة السطح بالكامل عن طريق جمع مساحات القطع معًا، باستخدام إضافة مساحة السطح. يمكن أن تكون المعادلة الرئيسية مخصصة لفئات مختلفة من الأسطح، مع إعطاء الصيغ على وجه الخصوص لمناطق الرسوم البيانية z = f(x,y) وأسطح دورانية.

فانوس شوارتز بشرائح محورية ورؤوس نصف قطرية. لا تتقارب حدود المساحة حيث تميل و إلى اللانهاية. على وجه الخصوص لا تتقارب مع مساحة الاسطوانة.

تتمثل إحدى التفاصيل الدقيقة لمساحة السطح، مقارنة بطول قوس المنحنيات، في أنه لا يمكن تحديد مساحة السطح ببساطة على أنها حدود مناطق الأشكال متعددة السطوح التي تقترب من سطح أملس معين. لقد أوضح هيرمان شفارز سابقا بالنسبة للأسطوانة، يمكن أن تؤدي الخيارات المختلفة لتقريب الأسطح المستوية إلى قيم محددة مختلفة للمنطقة؛ يُعرف هذا المثال باسم فانوس شفارز.
طورت مناهج مختلفة لتعريف عام لمساحة السطح في أواخر القرن التاسع عشر وأوائل القرن العشرين بواسطة هنري لوبيغ وهيرمان مينكوفسكي. بينما بالنسبة للأسطح الملساء فمتعددة التعريف، توجد فكرة طبيعية فريدة عن مساحة السطح، إذا كان السطح غير منتظم أو خشن جدًا، فقد لا يكون من الممكن تخصيص منطقة له على الإطلاق. مثال على ذلك سطح به مسامير منتشرة في جميع الأنحاء بطريقة كثيفة. تحدث العديد من الأسطح من هذا النوع في دراسة الكسيرة. تتم دراسة امتدادات مفهوم المنطقة التي تؤدي وظيفتها جزئيًا ويمكن تحديدها حتى بالنسبة للأسطح غير المنتظمة بشدة في نظرية القياس الهندسي. مثال على هذا الامتداد هو محتوى مينكوفسكي للسطح.

## صيغ شائعة
| الشكل                      | المعادلة | المتغيرات |
| -------------------------- | --- | --- |
| مكعب                       | {\displaystyle 6s^{2}\,}                                                                                             | s = طول الجانب |
| متوازي مستطيلات            | {\displaystyle 2(\ell w+\ell h+wh)\,}                                                                                | ℓ = الطول، w = العرض، h = الارتفاع |
| موشور مثلثي                | {\displaystyle bh+l(p+q+r)}                                                                                          | b = طول قاعدة المثلث، h = ارتفاع المثلث، l = المسافة بين قواعد الموشور، p, q, r = جوانب المثلث |
| منشور                      | {\displaystyle 2B+Ph\,}                                                                                              | B = مساحة قاعدة واحدة، P = محيط قاعدة واحدة، h = الارتفاع |
| كرة                        | {\displaystyle 4\pi r^{2}=\pi d^{2}\,}                                                                               | r = نصف قطر الدائرة، d = القطر |
| قمر دائري                  | {\displaystyle 2r^{2}\theta \,}                                                                                      | r = نصف قطر الدائرة، θ = زاوية ثنائية السطح |
| طارة                       | {\displaystyle (2\pi r)(2\pi R)=4\pi ^{2}Rr}                                                                         | r = نصف القطر الصغير (نصف قطر الأنبوب)، R = نصف القطر الكبير (المسافة من مركز الأنبوب إلى مركز الطارة) |
| أسطوانة مغلقة              | {\displaystyle 2\pi r^{2}+2\pi rh=2\pi r(r+h)\,}                                                                     | r = نصف قطر القاعدة الدائرية، h = ارتفاع الاسطوانة |
| مساحة السطح البعيد للمخروط | {\displaystyle \pi r\left({\sqrt {r^{2}+h^{2}}}\right)=\pi rs\,}                                                     | {\displaystyle s={\sqrt {r^{2}+h^{2}}}} s = ارتفاع ميل المخروط، r = نصف قطر القاعدة الدائرية، h = ارتفاع المخروط |
| مساحة السطح الكلية للمخروط | {\displaystyle \pi r\left(r+{\sqrt {r^{2}+h^{2}}}\right)=\pi r(r+s)\,}                                               | s = ارتفاع ميل المخروط، r = نصف قطر القاعدة الدائرية، h = ارتفاع المخروط |
| هرم                        | {\displaystyle B+{\frac {PL}{2}}}                                                                                    | B = مساحة القاعدة، P = محيط القاعدة، L = ارتفاع الميل |
| هرم مربعي                  | {\displaystyle b^{2}+2bs=b^{2}+2b{\sqrt {\left({\frac {b}{2}}\right)^{2}+h^{2}}}}                                    | b = طول القاعدة، s = ارتفاع الميل، h = الارتفاع العمودي |
| هرم مستطيل                 | {\displaystyle lw+l{\sqrt {\left({\frac {w}{2}}\right)^{2}+h^{2}}}+w{\sqrt {\left({\frac {l}{2}}\right)^{2}+h^{2}}}} | ℓ = الطول، w = العرض، h = الارتفاع |
| رباعي سطوح                 | {\displaystyle {\sqrt {3}}a^{2}}                                                                                     | a = طول الجانب |
| سطح دوراني                 | {\displaystyle 2\pi \int _{a}^{b}{f(x){\sqrt {1+(f^{\prime }(x))^{2}}}dx}}                                           | |
| سطح حدودي                  | {\displaystyle \iint \limits _{D}\left\vert {\vec {r}}_{u}\times {\vec {r}}_{v}\right\vert dA}                       | {\displaystyle {\vec {r}}} = معادلة متجه حدودي للسطح {\displaystyle {\vec {r}}_{u}} = مشتق جزئي من {\displaystyle {\vec {r}}} لـ {\displaystyle u} {\displaystyle {\vec {r}}_{v}} = مشتق جزئي من {\displaystyle {\vec {r}}} لـ {\displaystyle v} {\displaystyle D} = منطقة الظل |

### نسبة مساحات سطح الكرة والأسطوانة بنفس نصف القطر والارتفاع

مخروط وكرة وأسطوانة نصف قطرها r وارتفاعها h.

يمكن استخدام الصيغ الواردة أدناه لتوضيح أن مساحة سطح الكرة والأسطوانة التي لها نفس نصف القطر والارتفاع هي بنسبة 2:3، على النحو التالي.
إذا كان نصف القطر r والارتفاع h والتي تكون 2r للكرة).
{\displaystyle {\begin{array}{rlll}{\text{Sphere surface area}}&=4\pi r^{2}&&=(2\pi r^{2})\times 2\\{\text{Cylinder surface area}}&=2\pi r(h+r)&=2\pi r(2r+r)&=(2\pi r^{2})\times 3\end{array}}}
يُنسب اكتشاف هذه النسبة إلى أرخميدس.

## في الكيمياء

مساحة سطح الجسيمات بأحجام مختلفة.

مساحة السطح مهمة في حركية المواد الكيميائية. تؤدي زيادة مساحة سطح مادة ما بشكل عام إلى زيادة معدل التفاعل الكيميائي. على سبيل المثال، مسحوق ناعم من الحديد سيحترق، بينما كتلة صلبة منه تكون مستقرة بدرجة كافية لاستخدامها في الهياكل. بالنسبة للتطبيقات المختلفة، قد تكون هناك حاجة إلى مساحة سطح دنيا أو قصوى.

## في علم الأحياء

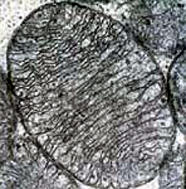
يحتوي الغشاء الداخلي للميتوكوندريا على مساحة سطح كبيرة بسبب النتوءات، مما يسمح بمعدلات أعلى من التنفس الخلوي (صورة مجهرية إلكترونية).

تعتبر مساحة سطح الكائن الحي مهمة في العديد من الاعتبارات، مثل تنظيم درجة حرارة الجسم والهضم. تستخدم الحيوانات أسنانها لطحن الطعام إلى جزيئات أصغر، مما يزيد من مساحة السطح المتاحة للهضم. تحتوي الأنسجة الظهارية المبطنة للجهاز الهضمي على زغيبات، مما يزيد بشكل كبير من المنطقة المتاحة للامتصاص. الفيلة لها آذان كبيرة، مما يسمح لها بتنظيم درجة حرارة أجسامها. في حالات أخرى، ستحتاج الحيوانات إلى تقليل مساحة السطح؛ على سبيل المثال، يقوم الناس بطي أذرعهم على صدورهم عند البرد لتقليل فقدان الحرارة.
تفرض مساحة السطح إلى نسبة الحجم (SA: V) للخلية حدودًا عليا للحجم، حيث يزداد الحجم بشكل أسرع بكثير من مساحة السطح، مما يحد من معدل انتشار المواد من الداخل عبر غشاء الخلية إلى الفراغات الخلالية أو إلى خلايا أخرى. في الواقع، تمثل الخلية ككرة مثالية نصف قطرها r، الحجم ومساحة السطح على التوالي، V = (4/3)πr3 و SA = 4πr2. وبالتالي فإن نسبة مساحة السطح الناتجة إلى الحجم هي 3/r. وبالتالي، إذا كان نصف قطر الخلية 1 ميكرومتر، تكون نسبة SA:V هي 3، بينما إذا كان نصف قطر الخلية بدلاً من ذلك 10 ميكرومتر، فإن نسبة SA:V تصبح 0.3. مع نصف قطر خلية 100، تكون نسبة SA:V 0.03. وبالتالي، فإن مساحة السطح تنخفض بشدة مع زيادة الحجم.

## وصلات خارجية
- مقطع فيديو عن مساحة السطح على Thinkwell